# Marineros de Ensenada
Los Marineros de Ensenada es un equipo de béisbol que compite en la Liga Norte de México y que participó en la Liga Norte de Sonora con sede en Ensenada, Baja California, México.

## Historia
Los Marineros de Ensenada es un equipo sucursal de los equipos Diablos Rojos del México y Guerreros de Oaxaca de la Liga Mexicana de Béisbol.
En el 2010 Marineros se coronó campeón (enlace roto disponible en Internet Archive; véase el historial, la primera versión y la última). de la Liga Norte de México en patio ajeno, venciendo 4 juegos a 1 a los Ostioneros de Guaymas que buscaban el bicampeonato.
Agustín Campa, infielder de Ensenada fue designado el Jugador Más Valioso de la final (enlace roto disponible en Internet Archive; véase el historial, la primera versión y la última)., mientras Naoya Okamoto, el mejor cerrador de la Liga Norte de Sonora se encargó de poner cerrojazo final a la temporada 2010.
Dos años después volvieron a coronarse tras vencer en la serie final a los Tiburones de Puerto Peñasco 4-2 convirtiéndose en campeón de la Liga Norte de México.

### Actualidad
Marineros de Ensenada está participando en su 12.ª temporada dentro de la Liga Norte de México. Cuenta con convenios con los equipos Guerreros de Oaxaca y Diablos Rojos del México ambos pertenecientes a la Liga Mexicana de Béisbol.

"Pancho", mascota de Marineros de Ensenada.

## Jugadores

Roster 2016.

### Roster actual
| Lanzadores: 26 Abraham León 39 Alexis Lara 36 Arturo Florentino 20 Carlos Stiff Rodríguez 37 Edgar Sánchez 18 Eduardo Gárate 30 Javier Rodríguez 29 José Miguel Ramírez 16 Luis Fernando Méndez 35 Luis Ramírez 32 Mario Mendoza 28 Paul Morales 13 Luis Ramírez 42 Rafael Cova 33 Wanel Vásquez Receptores: 24 Orlando Piña Ibarra 19 Carlos Garzón 23 Luis Millán |  | Jugadores de Cuadro: 1 Oziel Flores 2 Édgar Durán 44 Bárbaro Cañizares 12 Miguel Rodríguez 5 Nick Guerra 13 Uriak Márquez Jardineros: 17 Alberto Querales 25 Daniel Jiménez 11 Alfredo Fernández 34 Román Sesteaga 21 Gabriel Gómez Topete 7 Luis Alfonso Páez CUERPO TÉCNICO: Mánager: Víctor Bojórquez Ruiz Coach Pitcheo: Javier Cruz Coach: Sergio Inzunza Coach: José Juan Aguilar Bat Boy: Juan Flores Trainer: Alejandro Arenas |

### Jugadores destacados
Agustín Campa: Durante las primeras 6 campañas de Marineros de Ensenada había un nombre que nunca podía faltar en los rosters, uno de los jugadores emblema de Marineros de Ensenada y de los más queridos por la afición: Agustín Campa.Siempre se caracterizó por su gran bateo y dar siempre su máximo esfuerzo para llevar a la victoria a su equipo."Campita" fue pieza clave clave para el primer campeonato de los Marineros en la temporada 2010 donde adjudicó el trofeo al Jugador Más Valioso de la final.
Esteban Loaiza: En la inauguración de la temporada 2010. se desató una locura en el Deportivo Antonio Palacios, no solo por el inicio de la temporada de Marineros de Ensenada, sino por la noticia que unos días atrás se había anunciado. El pitcher ex-Grandes Ligas Esteban Loaiza, sería el encargado de subir a la lomita por el equipo local. El 4 de abril con un abarrotado Antonio Palacios, subió al montículo para lanzar siete entras y un tercio, permitiendo únicamente dos imparables, regalando dos pasaportes y recetando cuatro ponches.Con estos números se llevó su primera victoria con la casaca de los Marineros, recibiendo una gran ovación por parte del público.Unos días después se llevó a cabo el juego histórico entre Loaiza y Pedro luis Lazo, múltiple campeón olímpico cubano que defendía la franela de los freseros de San Quintín, en lo que se antojaba una gran duelo de picheo, aunque al final, ambos lanzaron se fueron sin decisión.En total Loaiza registró cuatro salidas, con saldo de dos victorias y una derrota, con efectividad de 4.50.
Naoya Okamoto: Este jugador nipón fue uno de los más importante en el campeonato obtenido en el 2010, convirtiéndose en el cerrador de Marineros. A lo largo de las campañas logró 20 salvamentos, consiguiendo con esto el liderato de la LNM, algo difícil de alcanzar debido a la corta duración de las temporadas.
Alexis Candelario: Este lanzador derecho, es uno de los pocos jugadores que han estado en el roster de Marineros de Ensenada en las dos temporadas que terminaron coronándose. No solo eso, en ambas campañas fue pitcher con más juegos ganados del equipo del puerto, obteniendo siete triunfos en la temporada 2010 y diez en la 2012. En las temporadas que disputó en la Liga Norte de México, ver subir a Candelario a la loma de los disparos era garantía de una buena actuación para el equipo de casa, ya que con sus ponches y victorias le dio grandes satisfacciones al Club Marineros de ensenada.
Félix Villegas:El lanzador derecho Féliz Villegas participó en la temporada 2007 con Marineros, dando excelentes actuaciones en el Deportivo Antonio Palacios, para beneplácito de la gran afición ensenadense. Durante varios años estuvo en las sucursales de Medias Rojas de Boston, para después abordar el barco Marinero, dando el salto a los Saraperos de Saltillo, donde terminó como líder en triunfos del equipo con 10, y encabezó la liga en ponches con 115.
Leonardo Heras:Leo "Niño" Heras, destacó en la Liga Norte de México por la edad a la que debutó en el círculo. Con tan solo 16 años maravilló a toda la liga por ser un bat oportuno y brindar grandes lances a ala defensiva. En ese entonces Heras pertenecía a Potros de Tijuana con quienes Marineros tenía convenio de trabajo. En el equipo del puerto fue dirigido por su padre Roberto Heras, algo muy poco común en el béisbol profesional, pero esta dupla trajo grandes dividendos a los Marineros de Ensenada.(Actualmente juega con Diablos Rojos de México).
Uriak Márquez: El Infielder venezolano llegó al puerto de Ensenada en la temporada 2007, y desde entonces se convirtió en uno de los bates más temidos de toda la liga. Desde los primeros turnos que tuvo en la organización ha establecido una conexión con la tribuna , gracias a sus habilidades y asu carisma. Durante la temporada 2013 fue el campeón bateador de la LNM con porcentaje de.366, además conectó 115 hits (mejor marca de Marineros en una temporada) e impulso 87 carreras.
Manager Donald Cañedo: En la temporada 2010 el experimentado Mánager Donald Cañedo, cumplió uno de los objetivos pendientes de la organización de Marineros: obtener su primer campeonato. Luego de una gran temporada regular, en los play offs pasaron por encima de Rojos de Caborca y en la final vencieron en 5 juegos a los Ostioneros de Guaymas en calidad de visitantes. En el 2012 curiosamente volvió a la final de la LNM, solo que ahora en contra de Marineros de Ensenada quienes se quedaron con otro título más para sus vitrinas.
Manager Abelardo Beltrán: En la temporada 2012 el mánager de Marineros de Ensenada Roberto Heras, recibió una propuesta para dirigir a Petroleros de Minatitlán en la Liga Mexicana de Béisbol, por lo que en su lugar quedó el que hasta entonces entrenador Abelardo Beltrán. Luego de 7 años en el puesto de entrenador, la directiva decidió darle la oportunidad de tomar las riendas del equipo, y Beltrán no los decepcionó, al llevar al equipo a su segundo campeonato en la historia, venciendo a Tiburones de Puerto Peñasco que tenían como Mánager a Donald Cañedo, viejo conocido del puerto de ensenada. Le bastaron 6 juegos a los Marineros para coronarse en su casa, con una tremenda exhibición de Marlon Arias para obtener su segundo título, el primero de la mano de Abelardo Beltrán.
Marlon Arias: El zurdo dominicano ha demostrado su temple y su control a lo largo de varias temporadas con Marineros de Ensenada, convirtiéndolo en los lanzadores más dominantes de la Liga Norte de México. En la final de la temporada 2012, Arias estuvo a punto de lanzar un juego perfecto, al no permitir un solo imparable por espacio de ocho entradas y dos tercios. Fue entonces que, al intentar sacar un out 27 que culminaba la hazaña, le conectaron un hit que terminó por romper el encanto. Aun así, obtuvo la cuarta victoria de la serie para Marineros con lo que se coronarían campeones por segunda vez en su historia, además de quedarse con el premio al jugador Más Valioso de la final. Para la temporada 2013, alternando entre la rotación de abridores y el cuerpo de relevistas alcanzó la cantidad de 109 ponches, logrando también ocho victorias que llevaron a Marineros de Ensenada a los Play offs.
José Jesús Martínez: Uno de los artífices de la hazaña que llevó a Marineros de Ensenada a la final de la temporada 2012 fue José Jesús Martínez. Durante la inolvidable sexta entrada donde Marineros tenía una desventaja de doce carreras por uno, Martínez anotó una carrera, y en su siguiente turno en la misma entrada, conectó cuadrangular con las bases llenas para poner a Marineros a solo una carrera. Esto no fue suficiente para J.J, al llegar la octava entrada volvió a pegar un hit impulsado un par de carreras con las que marineros forzó al séptimo juego se semifinales. Con esta gran actuación, el tamaulipeco se quedó para siempre en los corazones de la tripulación del barco de Marineros.
Rudy Pemberton
Rafael Cora
Sergio Palafox
Nick Guerra
Juan José Aguilar
Marcos Vechionacci
Carlos Colmenares
Luis Ramírez: Jugador más valioso de la Serie Final de 2017 gracias a su gran relevo en el juego 7 ante los Algodoneros de San Luis.
Edgar Durán: Fue quien le dio el título en 2017 tras conectar el imparable con el que Alberto Querales anotó la carrera del triunfo en la décima entrada del juego 7 de la serie final.